# Faux Départs
 (octobre 2019).
Faux Départs est une web-série québécoise de fiction écrite par Jean-Philippe Baril Guérard, réalisée par Marie-Claude Blouin et produite par Vicky Bounadère pour Passez Go, et diffusée pour la première fois le 9 octobre 2019 sur ICI TOU.TV,,.

## Synopsis
Ugo s'était promis de ne plus retomber amoureux. Carla ne veut pas établir de relation. Lorsque leur chemin se croise, ils sont toutefois attirés l'un par l'autre.

## Distribution
- Antoine Pilon : Ugo
- Catherine Brunet : Carla
- Anthony Therrien : Arnaud
- Sarah Laurendeau : Élizabeth
- Nora Guerch : Élisabeth
- Vincent Graton : Papa d'Ugo
- Catherine Chabot : Sarah
- Martin-David Peters : Sean
- Geneviève Rochette : Maman d'Ugo
- Orphée Ladouceur-Nguyen : Mayumi

## Fiche technique
- Auteur : Jean-Philippe Baril Guérard
- Réalisatrice : Marie-Claude Blouin
- Directeur photo : Félix Tétreault
- Directrice artistique : Valérie-Jeanne Mathieu
- Costumes : Catherine Guyot-Sionnest
- Monteuse : Isabelle Desmarais
- Compositeur musique originale : Samuel Laflamme
- Productrice : Vicky Bounadère
- Maison de production : Passez Go
- Producteurs exécutifs : Vicky Bounadère, Félix Tétreault, Marie-Claude Blouin
- Producteur au contenu:  Patrick Martin
- Productrice délégué: Marie-Christine Lavoie

## Épisodes

### Première saison (2019)
La première saison compte huit épisodes[source insuffisante], disponible sur ICI TOU.TV depuis le 9 octobre 2019.